# Восстание Алидов (762—763)
Восста́ние Али́дов — неудачно вооружённое восстание против Аббасидов под руководством братьев Мухаммада и Ибрахима из числа потомков Али, произошедшее в 762—763 годах в Медине и Ираке.

## Предыстория
В ходе антиомейядской пропаганды, приведшей к свержению династии в 750 году, Аббасиды пытались привлечь на свою сторону как можно больше разнообразных политических и религиозных группировок. Алиды ожидали, что в случае успеха «революции» место правителя займёт имам из их рода, однако Аббасиды не собирались ни с кем делиться властью.
Абдуллах ибн Хасан, отец будущих мятежников, был главой хасанидской ветви Алидов, правнуком Али ибн Абу Талиба. Ещё при последнем омейядском халифе Марване он был приглашен во дворец, где с ним обошлись весьма уважительно. После этого он удалился в Мекку, примирившись со своим отрешением от возможной власти.
Однако сыновья Абдуллаха, Мухаммад и Ибрахим, начали подготовку к восстанию. Мухаммад, прозванный «ан-Нафс аз-Закийя» («Праведная душа»), отказался присягнуть халифу Абуль-Аббасу ас-Саффаху и скрылся. Придя к власти, второй аббасидский халиф аль-Мансур, сын ас-Саффаха, безуспешно пытался разыскать Мухаммада. По его приказу заключили в тюрьму отца братьев Абдуллаха и многих проживавших в Медине Хасанидов.

## Восстание Мухаммада в Медине
В 762 году, объявив аль-Мансура тираном, попирающим законы ислама, Мухаммад с группой сторонников поднял открытый мятеж и освободил из тюрьмы Хасанидов. Его отец, не дождавшись освобождения, умер ещё в 758 году.
Мухаммад был плохим организатором, и, несмотря на поддержку многих исламских богословов, не сумел привлечь на свою сторону достаточное число сторонников. По его приказу был выкопан ров вокруг Медины, по примеру пророка Мухаммеда (см. Битва у рва). Однако, хорошо тренированная хорасанская армия под командованием племянника халифа Исы ибн Мусы, без труда сокрушила мятежников. В ходе подавления восстания Мухаммад был убит, а пленным объявлена всеобщая амнистия.

## Восстание Ибрахима в Ираке
Желая привлечь на сторону восставших басрийских шиитов, брат Мухаммада Ибрахим отправился в Басру. Ибрахим вместе со сторонниками занял город Ахваз (юго-запад совр. Ирана) и персидскую провинцию Фарс. Однако жители Куфы неожиданно отказались выступить против аль-Мансура. Иса ибн Муса отправился под Куфу и встретился с мятежниками. Зимой 763 года в ходе кровопролитного сражения в местечке Бахамра Ибрахим был убит. Таким образом закончилась одна из многочисленных попыток шиитов прийти к власти. Мятежники проявили отчаянный героизм, которым всегда отличались выступления Алидов.